# Didaktik des Sachunterrichts
Die Didaktik des Sachunterrichts als bildungswissenschaftliche Disziplin ist die Wissenschaft vom pädagogisch angeleiteten Lehren und Lernen im Fach Sachunterricht. Zu ihrem Aufgabenfeld gehören alle Fragen, die sich begründet mit Bezug auf diesen Lernbereich stellen lassen. Sie erforscht Ziele, Voraussetzungen und Bedingungen, Prinzipien, Inhalte, Methoden, Formen und Mittel dieses Lehrens und Lernens, ausgerichtet auf das Verstehen von Sachverhalten und den verantwortlichen Umgang mit Sachen, d. h. auf grundlegende Bildung.
Die Didaktik des Sachunterrichts hat sich erst zu Beginn der 1970er-Jahre mit Etablierung des Faches Sachunterricht an den Schulen herausgebildet. Der orientierende Hintergrund sind generelle Intentionen wie Mündigkeit, Emanzipation, Selbst- und Mitbestimmungsfähigkeit, demokratisches Lernen, Humanität und Qualifizierung für die Zukunft.

## Didaktik des Sachunterrichts

### Überblick
Die Didaktik des Sachunterrichts ist eine außerordentlich vielseitige Disziplin mit Schnittmengen nicht nur mit der Erziehungswissenschaft und deren Teildisziplinen, sondern auch mit Philosophie, Psychologie, Soziologie, vor allem aber mit den Sachwissenschaften und ihren Didaktiken, auf deren Forschungsmethoden und Erkenntnisse sie gemäß ihrem eigenen Erkenntnisinteresse zurückgreift. Zu ihren Grundlagen gehört notwendig ein unmittelbarer Bezug zur Lebenswelt als dem außerschulischen Erfahrungshorizont der Kinder.
In konstruktiver Wahrnehmung ihrer Forschungs- und Entwicklungsaufgaben greift sie über den Schulbereich hinaus und umfasst auch vor- und außerschulisches Lehren und Lernen. Ihr zentrales Wirkungsfeld liegt aber im Aufbau von Theorien, Modellen und Konzeptionen des institutionalisierten Unterrichts. Verpflichtet ist die Didaktik vor allem den beteiligten Personen als den Subjekten der Lehr- und Lernprozesse, den allgemeinen, bildungstheoretisch begründeten Zielen des Unterrichts und der Logik der Sache, im Sachunterricht zentriert auf die Erschließung der Lebenswelt der Kinder und die Grundlegung allgemeiner Bildung.

### Interdisziplinäre Vernetzungen
Aus Pädagogik und Philosophie gewinnt die Didaktik ein normatives Verständnis von Erziehung und Bildung, Lehren und Lernen. Konstitutiv sind multivalente Bezüge zu Fachwissenschaften, weil für den Sachunterricht prinzipiell alle Sachwissenschaften als mögliche Bezugswissenschaften für die Auswahl und Gestaltung von Inhalten von Bedeutung sind.
Ein anregendes Korrespondenzverhältnis zu den entsprechenden Fachdidaktiken sowie zu den Didaktiken aller Grundschulfächer ist Voraussetzung, um für ein transdisziplinäres Vorgehen im Sachunterricht, d. h. für nahtlose Übergänge zwischen den fachbezogenen Domänen sowie für integrative Unterrichtseinheiten, eine methodische Grundlage zu finden. Lebenswelt repräsentiert nicht nur die „anschauliche Welt“, sondern bezeichnet auch den logisch wie genetisch unhintergehbaren Anfang des schrittweisen Aufbaus wissenschaftsbezogener Kenntnisse und Kompetenzen. Die konzeptionelle Absicherung der Integration dieser verschiedenen Elemente stellt eine fundamentale Aufgabe der Didaktik des Sachunterrichts dar und gibt ihr ein eigenständiges Profil.
Für die didaktische Aufgabe müssen diese basalen Orientierungen kritisch geprüft, konstruktiv aufgenommen und verbunden werden: die fachliche Kompetenz für Gegenstände, Zugriffsweisen und logisch-systematische Ordnung sachlicher Zusammenhänge, der erziehungswissenschaftliche Sachverstand, der auf Bildung und Erziehung des Menschen und auf das Weitertragen der Kultur gerichtet ist, aber auch die Erfahrung der Kunst des Lehrens einschließt, sowie die kulturelle Alltagswelt vorwissenschaftlicher Welterfahrung und als Bewährungsfeld von Wissen, Können und Verstehen.
Fachdidaktik bezieht sich immer zugleich auf Fachwissenschaften, auf Pädagogik und auf Kultur in umfassender Bedeutung. Auf psychologische, soziologische oder philosophische Forschungsergebnisse muss jede Fachdidaktik nach Maßgabe ihrer Aufgaben und Forschungsinteressen unmittelbar zurückgreifen. Solche Verbindungen erweisen sich durchgängig als fruchtbar und führen zu ausgeprägten Positionen, z. B. konstruktivistischen, phänomenologischen oder der genetischen Erkenntnistheorie Piagets. Insbesondere erkenntnistheoretische, aber auch ethische und gesellschaftliche Prämissen haben erheblichen Einfluss auf die didaktische Theoriebildung. Das ist insofern naheliegend, als sich jede Didaktik mit dem Status des menschlichen Wissens und mit den Zwecken des Lernens auseinandersetzen muss.
Im Hinblick auf ihre Forschungs-, Entwicklungs- und Lehraufgaben ist die Didaktik des Sachunterrichts interdisziplinär angelegt. Sie steht aber in keinem Deduktionszusammenhang zur Pädagogik oder zu Fachwissenschaften; vielmehr hat sie diesen gegenüber ein eigenes, nicht nur spezielles, sondern ein spezifisches Erkenntnisinteresse, das ihren unverzichtbaren Kulturzwecken, d. h. der Grundlegung der Bildung folgt. Von ihrem primären Ansatz aus, dem Lehren und dem Lernen von Kindern in einem bestimmten Inhaltsbereich, stellt sie Fragen an andere Wissenschaften und löst bei diesen u. U. neue Forschungen aus. Für die Didaktik des Sachunterrichts, die Impulse aus vielen Wissenschaften und aus der kulturellen Alltagswelt aufnimmt und nach eigenen Konzepten weiterentwickelt, erschwert diese Offenheit die Ausprägung einer scharfumrissenen Disziplingestalt.

## Zur Entwicklungsgeschichte der Didaktik des Sachunterrichts
Die Didaktik des Sachunterrichts ist eine vergleichsweise junge universitäre Disziplin. Mit der Ablösung des zentralen Grundschulfaches Heimatkunde in der Bundesrepublik Deutschland in den späten 1960er Jahren durch den modernen Sachunterricht ergaben sich neue, wissenschaftlich zu klärende Begründungs- und Entscheidungsprobleme, z. B. bezüglich der Legitimation des neuen Grundschulfaches, seinen Zielsetzungen, Inhalten und seiner konzeptionellen Struktur. Neben solchen Forschungs- und Entwicklungsaufgaben steht die Notwendigkeit, Lehrerinnen und Lehrer umfassend im Studium und in der Fortbildung auf ihre lernbereichsspezifischen Aufgaben vorzubereiten und zu begleiten.

### Vorbereitende Ereignisse
Die Hinwendung zu einem wissenschaftsorientierten Sachunterricht (wie auch die Mathematisierung des Rechenunterrichts) vollzog sich unter den Einfluss eines tiefgreifenden gesellschaftspolitischen Wandels, neuer Erkenntnisse über Begabung und Lernen (Heinrich Roth 1968) und im Zeichen einer umfassenden Bildungsreformbewegung. Bemühungen um eine Curriculumrevision (Saul B. Robinsohn 1967) wurden zum Markenzeichen des pädagogischen Fortschritts. Die Inhalte des Unterrichts sollten nicht länger vorzugsweise dem Umkreis der Heimat- und Volkskunde entnommen werden, sondern weitgehend – wenn auch in Vereinfachung und nach Maßgabe ihrer Relevanz für eine Grundlegung der Bildung – den Wissenschaften, die auch in den Fächern der weiterführenden Schulen vertreten sind.
Die Reform war generell gekennzeichnet durch die Öffnung der Grundschule für die Natur- und Sozialwissenschaften und durch die Aufnahme curricularer Einflüsse aus dem anglo-amerikanischen Raum, insbesondere durch die optimistischen lern- und entwicklungstheoretischen Hypothesen Robert Gagnés (1969) und Jerome S. Bruners (1970), nämlich „daß die geistige Tätigkeit überall dieselbe ist, an den Fronten des Wissens ebenso wie in einer Dritten Klasse“, und: „Jedem Kind kann auf jeder Entwicklungsstufe jeder Lehrgegenstand in einer intellektuell ehrlichen Form erfolgreich gelehrt werden.“ Verstanden wurde dies als kontinuierlich aufzubauende Lernhierarchie oder „Curriculumspirale“, die eine Wiederholung, Vertiefung und Repräsentation der grundlegenden Ideen und Einsichten auf verschiedenen kognitiven und sprachlichen Niveaus ermöglicht.
Konkret vorbereitet wurde die Neuorientierung durch die Pionierarbeit einzelner Grund- und Hochschullehrerinnen und -lehrern, die an Beispielen zeigten, dass Unterricht bei Berücksichtigung der sachlichen Eigenstrukturen fachliches Denken ermöglicht und zur Vorbereitung entsprechender Grundbegriffe führen kann. Neben die Leitidee der Kindgemäßheit tritt die Forderung nach Sachgemäßheit.
Im Jahre 1969 begann ein durch neue Inhalte und didaktische Orientierungen bestimmter Grundschulunterricht. Entscheidende, öffentlichkeitswirksame Anstöße gaben
- die Göttinger Arbeitstagung „Naturwissenschaftlich-technischer Lernbereich in der Grundschule“ im Mai 1969, bei der gelungene Unterrichtsversuche und Curricula, insbesondere aus dem anglo-amerikanischen Raum, vorgestellt wurden,[9] vor allem aber
- der Frankfurter Grundschulkongress „Funktion und Reform der Grundschule“ im Oktober des gleichen Jahres, der (anlässlich des fünfzigjährigen Bestehens der Grundschule) den neuen dynamischen Begabungsbegriffs aufnahm, ausgleichende (differenzierende und kompensatorische) Erziehungsmaßnahmen erörterte und den Anstoß gab, die „Inhalte grundlegender Bildung“ in Lernfeldern zu organisieren, die sich jeweils auf eine Gruppe benachbarter Wissenschaften beziehen lassen.[10]

### Grundlegende Orientierungen
1970 veröffentlichte der Deutsche Bildungsrat seinen Strukturplan für das Bildungswesen. Er weist auf die Veränderungen in Wirtschaft und Gesellschaft hin und verlangt eine Neufassung der Richtlinien für die Grundschule:
„Das Kriterium des ‚Kindgemäßen‘ reicht nicht mehr aus, um Maßstäbe für den Unterricht in der Schule setzen zu können. Im Primarbereich geht es vielmehr darum, die Anfänge der Lernprozesse aufzufinden, die sich im Verlauf einer ständigen Auffächerung und Vertiefung auch auf einer höheren Abstraktionsebene wiederfinden lassen […] Eine für den Unterricht im Primarbereich neue Akzentuierung ist die prinzipielle wissenschaftliche Orientierung der Lerninhalte und Lernprozesse […] .“
Mit dem Stichwort Wissenschaftsorientierung verweist der Strukturplan auf den neuen Leitstern der Didaktik und des Unterrichts. Der Begriff hat generell eine mehrfache Bedeutung: Der Unterricht soll auf wissenschaftsbezogenes Verständnis hin ausgerichtet sein, er soll sich an den grundlegenden Ideen, Grundkonzepten, -begriffen und Verfahren der Bezugsdisziplinen orientieren und schließlich positive Einstellungen zu den Wissenschaften aufbauen. Sachunterricht muss Kindgemäßheit und Wissenschaftsorientierung produktiv kombinieren.
Ebenfalls 1970 beschloss die Kultusministerkonferenz (KMK) Empfehlungen zur Arbeit in der Grundschule. Verlangt werden u. a. „Beachtung der technisch-naturwissenschaftlichen Erscheinungen sowie der wirtschaftlichen, rechtlichen, politischen und sozialen Verhältnisse der Industriegesellschaft“, die Einführung von kindgemäßen Experimenten sowie die „Aufarbeitung von Informationen“.
In ihrem Bericht Tendenzen und Auffassungen zum Sachunterricht in der Grundschule (1980) schreibt die KMK: Es „wird eine Auswahl exemplarischer Lerngegenstände getroffen, die für den Grundschüler zugänglich, ergiebig und bedeutsam sind und zu denen am besonderen Beispiel das Allgemeine sichtbar gemacht wird.“ Die Kriterien Bedeutsamkeit, Zugänglichkeit und Ergiebigkeit geben dem Sachunterricht die erforderliche inhaltliche Flexibilität und sind zugleich Barrieren für trivialisierenden Wildwuchs.
Die anspruchsvollen Zielperspektiven für das entstehende Grundschulfach Sachunterricht führten zu einem dringenden Bedarf in Forschung und Lehre. Die ersten Professuren für die Didaktik des Sachunterrichts wurden allerdings erst 1980 (in Niedersachsen) eingerichtet, in den folgenden Jahren dann – oft in Verbindung mit Grundschulpädagogik – an fast allen Universitäten und Pädagogischen Hochschulen, an denen das Studium für das Lehramt an Grundschulen möglich ist.

## Zur Struktur der Didaktik des Sachunterrichts

### Erste Lehrpläne und „Schlüsselprobleme“
Mit Beginn der Grundschulreform stellte sich die Frage, wie das Fach Sachunterricht gestaltet werden sollte. Die frühesten Lehrpläne (Nordrhein-Westfalen 1969, Bayern 1970) sahen jeweils eine umfängliche Palette von Lernfeldern oder Binnenfächern vor (z. B. Sozial- und Wirtschaftslehre, Geschichte, Erdkunde, Biologie, Physik/Chemie, Technik), die monoperspektivisch auf die entsprechenden Sekundarstufenfächer bezogen waren. Dagegen stand die pädagogisch begründete Forderung nach der Einheit des Faches, d. h. nach einer übergreifenden didaktischen Struktur, die nicht primär an Systematiken von Bezugsfächern orientiert ist, sondern Ansätze bei Phänomenen aus der Lebenswelt der Kinder sucht und insbesondere die Mitwahrnehmung außerfachlicher und situativer Momente, eine vernetzende Wechselwirkung verschiedener Aspekte, d. h. vielperspektivische Zugriffe und einen genetischen Aufbau ermöglicht.
Hergestellt und gesichert wird die Einheit des Faches durch ein didaktisches Theoriegefüge, in dem Sachunterricht als Quellbereich für die fachlichen Aspekte konzipiert wird, und in dem diese als unterrichtliche Perspektiven oder als Dimensionen wahrgenommen werden. Das impliziert die Aufgabe, relevantes wissenschaftlich und gesellschaftlich verfügbares Wissen für Lernprozesse in einer Weise zu erschließen und zu strukturieren, die sich nicht nur auf die Sachstrukturen bezieht, sondern auch darauf, wie die fraglichen Sachverhalte von den Lernenden verstanden werden können und welche Bedeutung die Sache selbst und entsprechende Verstehensprozesse für ihr Welt- und Selbstverständnis haben, d. h. für grundlegende Bildung.
Im Zuge seiner Reflexionen auf eine zeitgemäße und zukunftsfähige Allgemeinbildung hat Wolfgang Klafki (1992) sechs „epochaltypische Schlüsselprobleme“ als „übergreifende Zielperspektiven“ genannt, die bereits im Sachunterricht beispielhaft behandelt werden können: die Frage nach Krieg und Frieden, die Umweltfrage und das ökologische Bewusstsein, das rapide Wachstum der Weltbevölkerung, die gesellschaftlich produzierte Ungleichheit, die Gefahren und Möglichkeiten der neuen technischen Steuerungs- und Kommunikationsmedien, die Erfahrung der Subjektivität, der mitmenschlichen Beziehungen, der Empathie und der Fürsorglichkeit.

### Perspektivrahmen Sachunterricht
Erheblichen Einfluss auf die nachfolgenden Richtlinien und Lehrpläne hat der zuerst 2002 und dann in einer überarbeiteten Fassung 2013 von der Gesellschaft für Didaktik des Sachunterrichts (GDSU) veröffentlichte Perspektivrahmen Sachunterricht gewonnen. Betont wird der „Bildungsanspruch des Sachunterrichts“ als vielperspektivisches Fach; es soll die Schülerinnen und Schüler unterstützen, ihre Umwelt zu erschließen, sie sachbezogen zu verstehen, in der Auseinandersetzung mit Sachen ihre Persönlichkeit weiterzuentwickeln um schließlich verantwortungsvoll handeln und mitgestalten zu können.
Inhaltliche Aufgabenbereiche, die hier als Perspektiven bezeichnet werden, umfassen einerseits die Position der Kinder, d. h. ihren Erfahrungshintergrund und ihr Lernbedürfnis, andererseits wissenschaftliche Bereiche und das kulturell bedeutsame Wissen. Das Bildungspotenzial in diesen Spannungsfeldern ist grundlegend für die didaktische Konzeption des Perspektivrahmens. Angegeben werden nicht Lehraufgaben, sondern Kompetenzen, über die die Kinder am Ende der Grundschulzeit verfügen sollen. Detailliert dargestellt sind die sozialwissenschaftliche, die naturwissenschaftliche, die geographische, die historische und die technische Perspektive. Hinzu kommen vier „perspektivenvernetzende Themenbereiche“ (Mobilität, nachhaltige Entwicklung, Gesundheit und Medien). Die zahlenmäßige Beschränkung der Perspektiven fördert zunächst die Übersichtlichkeit, allerdings verlieren dadurch Bereiche wie Ökonomie und Ökologie an Gewicht und Repräsentanz.

### Wissenschaftliche Felder und Forschungszugänge
Aktuelle Entwicklungen, empirische Studien, spezielle Untersuchungen z. B. zu Sache und Sprache, Sache und Mathematik, zu Schülervorstellungen, zur Konzipierung von Unterrichtsmodellen und -methoden sowie von Lehr und Lernmaterialien werden neben zahlreichen Einzelveröffentlichungen repräsentativ im Handbuch Didaktik des Sachunterrichts (22015), in den von der GDSU herausgegebenen Jahresbänden Probleme und Perspektiven des Sachunterrichts und in der Buchreihe Forschungen zur Didaktik des Sachunterrichts sowie in der Zeitschrift für Grundschulforschung und in dem online-Periodikum widerstreit sachunterricht dargestellt.
Forschungen zur Didaktik des Sachunterrichts lassen sich nach Joachim Kahlert (2005) idealtypisch unterschiedlichen Forschungsparadigmen zuordnen, insbesondere
- der „empirischen Sachunterrichtsforschung“ mit Fragestellungen z. B. zu Lernvoraussetzungen der Kinder, Wirkungen von Unterrichtsarrangements, Unterrichtsqualität, Lern- und Leistungsdiagnostik, Lehrerprofessionalität,
- der „unterrichtsdidaktischen Entwicklungsforschung“, die darauf gerichtet ist, Lehr- und Lernmöglichkeiten zu erweitern, z. B. durch neue, auch digitale Darstellungsformen und durch forschungsbasierte Entwicklung von Lehr- und Lernmitteln. Ein aktuelles Beispiel sind die im Institut für Sachunterricht der Universität Münster erarbeiteten und erprobten naturwissenschaftlich-technisch akzentuierten „Klasse(n)kisten“.[20]
- der „historischen Sachunterrichtsforschung“, um im Lauf der Geschichte der Pädagogik entstandene Ideen, Entwicklungen und Erkenntnisse verfolgen und für heutige Problemlagen erschließen zu können,
- der „pädagogisch-systematischen Sachunterrichtsforschung“ mit der Aufgabe, das verfügbare Wissen für die Arbeit an Begriffen und den Aufbau von Konzepten, Modellen und Theorien zu nutzen.

## Sachunterrichtsdidaktische Forschungs- und Entwicklungsschwerpunkte
Eine zeitgemäße didaktische Theorie integriert neue Aufgaben, die sich durch gesellschaftlich-kulturelle Entwicklungen eröffnen. Konkret auszuarbeiten sind sie in Wechselwirkung mit der (Grund-)Schulpädagogik in den einzelnen Fachdidaktiken. Eine systematisch-analytische Untersuchung der konzeptionellen Entwicklung des Sachunterrichts bis in die Gegenwart hat Bernd Thomas übersichtlich und differenziert dargestellt.
Einen systematischen Überblick und einen vielbeachteten Beitrag zur didaktischen Theoriebildung leistet das Lehrbuch von Joachim Kahlert. Sachunterricht wird als Teil der übergreifenden Aufgabe von Bildung und Erziehung konzipiert; seine zentrale Aufgabe ist „Hilfe bei der Erschließung von Umwelt“ und übergreifend: Verstehen unterstützen, Interessen entwickeln, Sachlichkeit fördern und Kompetenzerfahrung ermöglichen und damit Grundlagen für weiterführendes Lernen zu legen. Von besonderer Bedeutung ist der Entwurf von inhaltlich ausgearbeiteten „didaktischen Netzen“ mit der kategorialen Unterscheidung zwischen lebensweltlich orientierten Dimensionen und fachlichen Perspektiven.
Für die Didaktik des Sachunterrichts sind weiterhin Aufgabenfelder zu nennen, die sich dynamisch entwickeln, aber noch nicht umfassend konzeptionell etabliert sind. Für die Eingliederung in die Praxis des Sachunterrichts sind nicht allein gerechtfertigte Zielstellungen entscheidend, sondern auch die verfügbaren institutionellen, personellen und materiellen Rahmenbedingungen und Ressourcen.

### Dimensionen
Walter Köhnlein hat unter Rückgriff auf die Pädagogik Martin Wagenscheins eine dem genetisch-exemplarischen Lehren und Lernen, dem konstruktiven Aufbau des Wissens und Verstehens und der Vielperspektivität des Zugriffs auf die Sachen verpflichtete, theoretisch fundierte Konzeption des Sachunterrichts vorgelegt. Vorgeschlagen werden neun inhaltlich akzentuierte Dimensionen als Interpretationshorizonte und Ordnung der unendlichen Vielfalt der Sachen. Sie bezeichnen Bereiche des Vertrautwerdens der Kinder mit
- der heimatlichen Lebenswelt und kulturellen Vielfalt (lebensweltliche Dimension),
- der Geschichte des Gewordenen (historische Dimension),
- wirtschaftlichem Handeln (ökonomische Dimension),
- vielfältigen sozialen Bezügen und politischen Regelungen (gesellschaftliche Dimension),
- Phänomenen und Strukturen der physischen Welt (physikalische und chemische Dimension),
- der Landschaft, ihrer Gestaltung, Erschließung und Nutzung (geografische Dimension),
- technischen Einrichtungen und Nutzungsmöglichkeiten (technische Dimension),
- der lebendigen Natur, der wir angehören (biologische Dimension),
- ökologischen Einsichten und Handlungsimperativen (ökologische Dimension).

Diese Dimensionen bezeichnen das inhaltliche Profil des Sachunterrichts. Sie sind nicht von einer vorgängigen Wissenschaftssystematik abgeleitet, sondern repräsentieren und bündeln die wesentlichen, von einem zeitgemäßen Schulsystem aufzunehmenden Erfahrungs- und Wissenschaftsfelder.

### Inklusive Bildungsarrangements
Generelles Ziel von Inklusion ist, dass Kinder mit und ohne Behinderung und mit unterschiedlichen Lernvoraussetzungen in förderlichen Lernumgebungen und in gleichberechtigter Teilhabe gemeinsam und voneinander lernen können. Für die didaktische Konzeptionierung des Unterrichts bedeutet das, dass sowohl fachlich-curriculare als auch individuell-entwicklungsbezogene Aspekte in Abwägung unausweichlicher Zielkonflikte zu berücksichtigen sind. So darf z. B. die Forderung nach individuellen Lernwegen nicht das gemeinsame Bemühen um eine Sache marginalisieren. Das geschieht in einem genetisch-konstruktiven Sachunterricht, der seinen Ansatz bei Phänomenen nimmt, die den Lernenden unmittelbar zugänglich und konkret erfassbar sind, und in einem schrittweisen Aufbau mit den Kindern denkend und handelnd Erkenntnisse erarbeitet. Aus inklusionspädagogischer Perspektive bestimmt Simone Seitz die Sachen des Sachunterrichts als jeweils neu zu konstruierende, dynamische Gestalten, die „in einem Prozess der Aushandlung von Kinderperspektiven und fachlichen Anliegen entwickelt werden“ können.
Joachim Kahlert entwickelte ein Arbeitsmodell „inklusionsdidaktischer Netze“, das dazu anleitet, die didaktische und methodische Vorbereitung eines „inklusionsorientierten Sachunterrichts“ durch drei Reflexionsschritte zu strukturieren. Dafür werden fachliche Perspektiven mit lebensweltlichen Erfahrungsbereichen der Kinder verknüpft und auf spezifische Lernvoraussetzungen, Interessen und Entwicklungsbereiche der Lernenden abgestimmt. Michael Gebauer und Toni Simon erweiterten das Tableau der sachunterrichtlichen Methoden um eine kommunikativ-interaktive und eine sensorische Ebene.

### Digitalisierung und Vernetzung
Die Digitalisierung in Lebenswelten wie auch von Lehr- und Lernprozessen führt dazu, dass sich Lernbedingungen und -inhalte auch im Sachunterricht beschleunigt verändern. Für die Didaktik des Sachunterrichts (wie auch für die Praxis) stellt sich eine doppelte Aufgabe: Es ist weiterhin zu prüfen, unter welchen Bedingungen und in welchen Zusammenhängen digitale Technik für das Lehren und Lernen hilfreich ist. Die bloße Verwendung von Medien ist für die Qualität des Unterrichts und für den Lernerfolg nur ein äußeres Merkmal. Vordringlich sind Untersuchungen zum Lernen über Medien, d. h. über Phänomene und Aspekte der Digitalisierung, sowie die Entwicklung und Erprobung von entsprechenden Konzepten und Materialien. Sachunterricht muss dazu beitragen, Kinder technisch und sozial darauf vorzubereiten, Phänomene, Artefakte, Probleme und Risiken, aber auch Chancen der Digitalisierung (z. B. virtuelle Realitäten), des Internets (z. B. Wertung von Informationen oder die Einbindung in Kommunikationsnetze: Was bedeutet sinnvolles kommunikatives Handeln?) und der Automatisierung kritisch zu reflektieren und damit ihre Lebenswelt besser verstehen und schließlich mitgestalten zu können.

### Umwelt und Nachhaltigkeit
Nachhaltigkeit ist für den Unterricht ein regulatives Prinzip, das in allen seinen inhaltlichen Dimensionen oder Perspektiven wirksam werden kann: Der Zugriff auf Ressourcen soll so gestaltet werden, dass die natürliche Umwelt nicht über ihre Regenerationsfähigkeit hinaus belastet wird und die notwendigen Lebensgrundlagen für künftige Generationen und ebenso für Flora und Fauna erhalten bleiben. W. Klafki nennt „die Umweltfrage oder die ökologische Frage“ als eines der „epochaltypischen Schlüsselprobleme“ einer zukunftsfähigen Bildung. Eine für die Grundschule differenziert ausgearbeitete Konzeption einer „Bildung für Nachhaltige Entwicklung“ (BNE) haben Dietmar Bolscho und Katrin Hauenschild vorgestellt.
Für den Sachunterricht muss die Komplexität, die sich z. B. schon aus der globalen Vernetzung einerseits und lokalen wie regionalen Gegebenheiten und Entwicklungen andererseits sowie zwischen wirtschafts- und sozialpolitischen Zielen und den Grenzen des Wachstums ergibt, in thematisch begrenzten und vielperspektivisch vernetzenden exemplarischen Projekten aufgehoben werden.
Im Perspektivrahmen Sachunterricht ist „Nachhaltige Entwicklung“ als perspektivenvernetzender Themenbereich dargestellt. Dabei kommt neben inhaltlichen Akzentuierungen und Kompetenzbeschreibungen der „Wertorientierung“ sowie dem Wahrnehmen, Erkennen, Wissen, Bewerten und Handeln besondere Bedeutung zu. Weiterhin ist zu untersuchen, in welcher Weise Sachunterricht dazu beitragen kann, soziale Normen und ein gemeinsames Bewusstsein für umweltverträgliche Lebensstile herauszubilden.

### Mit Kindern Philosophieren
Das Philosophieren als Unterrichtsprinzip im Sachunterricht wurde in den späten 1980er Jahren als didaktischer Ansatz insbesondere von Helmut Schreier begründet und hat sich seitdem zunehmend als eigenständiges, auch gegen eine „Trivialisierung“ (Schreier) sachunterrichtlicher Inhalte gerichtetes Element einer modernen Sachunterrichtsdidaktik etabliert.
Das Philosophieren mit Kindern entwickelt anspruchsvolle und gehaltvolle Vertiefungen sachunterrichtlicher Lernprozesse und wird als gemeinsames Nachdenken über philosophische Fragen als Unterrichtsprinzip in die Sachauseinandersetzung integriert. Der Erwerb von Wissen, Fähigkeiten und Fertigkeiten wird mit der Bearbeitung philosophischer Fragen verbunden, die sich auf den jeweiligen Unterrichtsgegenstand beziehen. Im Idealfall sind dies Fragen, die von den Kindern selbst gestellt werden. Die damit verbundene Kultivierung einer entsprechenden Fragehaltung bei den Schülerinnen und Schülern ist ein zentrales Moment des Ansatzes. Sachunterricht wird damit nicht nur als ein Unterricht zur Vermittlung von Sachwissen und fachbezogenen Kompetenzen verstanden, sondern auch als ein Ort, um Fragen der Kinder nach Sinn und Bedeutung der Erscheinungen unserer sozialen, natürlichen und technischen Welt nachzugehen. In einem offenen Prozess geht es um den Austausch und das Erwägen von Argumenten und Positionen mit dem Ziel, Antwortmöglichkeiten zu finden und zu prüfen. Da es auf philosophische Fragen unterschiedliche Antwortmöglichkeiten geben kann, lernen Kinder dabei auch, mit Ungewissheit umzugehen.

### Sachunterrichtsdidaktische Unterrichtsplanung
Verantwortungsbewusste und kompetente Planung von Unterricht gehört zum alltäglichen professionellen Lehrerhandeln. Die „gezielte und nach wissenschaftlichen Erkenntnissen gestaltete Planung, Organisation und Reflexion von Lehr- und Lernprozessen sowie ihre individuelle Bewertung und systemische Evaluation“ ist Kernaufgabe von Lehrerinnen und Lehrern. Demzufolge ist fach- und sachgerechte Planung sowie sachlich und fachlich korrekte Durchführung des Unterrichts eine zentrale Kompetenz, die innerhalb der Lehrerausbildung von Studierenden und Referendaren zu erwerben ist.
Neben einer Bestandsaufnahme empirischer Studien und sachunterrichtsdidaktischer Veröffentlichungen hatten Sandra Tänzer und Roland Lauterbach Elemente sachunterrichtsdidaktische Planung systematisiert und Beiträge zu Bedingungen, Entscheidungen und Modellen begründeter Planung von Sachunterricht herausgegeben. Die Desiderata planungstheoretischer und allgemeindidaktischer Grundlegung waren Anlass, mit einem überregional zusammengesetzten Team ein Modell Generativer Unterrichtsplanung Sachunterricht (GUS) zu entwickeln. Dessen Einsatz in der sachunterrichtsdidaktischen Lehreraus- und -fortbildung wird im Internet interaktiv begleitet und von der Projektgruppe hinsichtlich Bildungs- und Praxiswirksamkeit erforscht und weiterentwickelt.